# Pago Pago
Pago Pago Amerikai Szamoa fővárosa, illetve azon terület neve is, ahol a főváros elhelyezkedik. Az Egyesült Államok külbirtokának legnagyobb szigetén, Tutuilán fekszik. Főbb iparágai a turizmus, a szórakozás, az élelmiszer- és a konzervipar.
A Pago Pagónak nevezett területet több falu alkotja a Pago Pago-kikötő mentén, melyek saját önkormányzattal rendelkeznek. Ezek egyikét szintén Pago Pagónak hívják, amely a főváros. A Pago Pago elnevezés tehát jelenti a települést, a tengerparti területeket és Amerikai Szamoát magát. Az itt található települések sorrendben Utulei, Fagatogo, Malaloa, Pago Pago, Satala és Atu'u.

## Története
A területen 1878 és 1951 között szénnel foglalkoztak, illetve az Amerikai Haditengerészet állomásozott itt. Állomásukat United States Naval Station Tutuila néven ismerték.
1942 januárjában a Pago Pago-kikötőt megtámadta egy japán tengeralattjáró, de ez maradt az egyetlen támadás a szigeten a második világháború alatt.
2009. szeptember 29-én egy földrengés rázta meg a Csendes-óceán déli részét Szamoa és Amerikai Szamoa közelében egy cunamit elindítva Pago Pago és a közeli területek felé. A szökőár mérsékelt és súlyos következményei közé sorolhatók falvak, épületek és járművek károsodásai, illetve ismeretlen számú ember halála.

## Földrajz

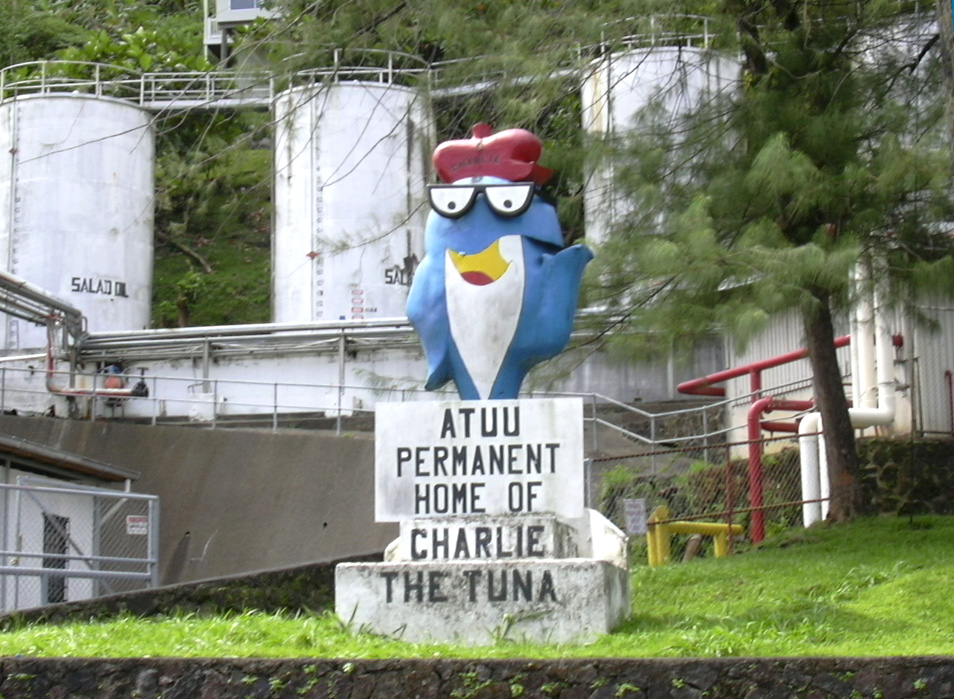
A Pago Pagó-i konzervgyár kabalája

A település meredek hegyoldalak és a kikötő között fekszik. Az egyik főbb település Fagatogo a kikötő déli partján, itt található a Fono (törvényhozás), a kikötő, a buszpályaudvar és a piac. A bankok Utuleiben és Fagatogóban találhatók, csakúgy, mint több szálláshely. A konzervgyárak, amelyek Tutuila lakossága harmadának biztosítanak munkát Atu'uban, a kikötő északi partján találhatók. Pago Pago települése a kikötő nyugati felében található.
A Mt. Alava csúcsáról, az Amerikai Szamoai Nemzeti Parkból kilátás nyílik a kikötőre és a városra.

## Éghajlat
Pago Pago a trópusi éghajlati övben található. Amerikai Szamoa minden éghajlati rekordját Pago Pago tartja. A valaha feljegyzett legmagasabb hőmérséklet 37 °C volt 1958. február 22-én. A valaha feljegyzett legalacsonyabb hőmérséklet pedig 15 °C volt, amit 1964. október 10-én jegyeztek fel.
| Hónap                         | Jan. | Feb. | Már. | Ápr. | Máj. | Jún. | Júl. | Aug. | Szep. | Okt. | Nov. | Dec. | Év   |
| ----------------------------- | ---- | ---- | ---- | ---- | ---- | ---- | ---- | ---- | ----- | ---- | ---- | ---- | ---- |
| Rekord max. hőmérséklet (°C)  | 35,0 | 37,0 | 35,0 | 35,0 | 34,0 | 35,0 | 33,0 | 33,0 | 33,0  | 34,0 | 35,0 | 34,0 | 37,0 |
| Átlagos max. hőmérséklet (°C) | 30,9 | 31,1 | 31,2 | 30,8 | 30,1 | 29,4 | 29,0 | 29,1 | 29,6  | 29,9 | 30,3 | 30,8 | 30,2 |
| Átlaghőmérséklet (°C)         | 28,1 | 28,3 | 28,3 | 28,1 | 27,7 | 27,3 | 26,9 | 26,9 | 27,3  | 27,5 | 27,8 | 28,1 | 27,7 |
| Átlagos min. hőmérséklet (°C) | 25,3 | 25,4 | 25,4 | 25,3 | 25,3 | 25,1 | 24,8 | 24,7 | 24,9  | 25,1 | 25,3 | 25,3 | 25,2 |
| Rekord min. hőmérséklet (°C)  | 19,0 | 18,0 | 17,0 | 20,0 | 18,0 | 16,0 | 17,0 | 16,0 | 17,0  | 15,0 | 16,0 | 18,0 | 15,0 |
| Átl. csapadékmennyiség (mm)   | 377  | 322  | 296  | 280  | 270  | 153  | 164  | 160  | 194   | 257  | 287  | 369  | 3127 |

## Oktatás
Pago Pago könyvtára a Feleti Barstow Public Library, amely 1998-ban épült és 2000. április 17-én nyitották meg. A korábbi könyvtárat egy erős trópusi ciklon pusztította el 1991-ben.

## Turizmus

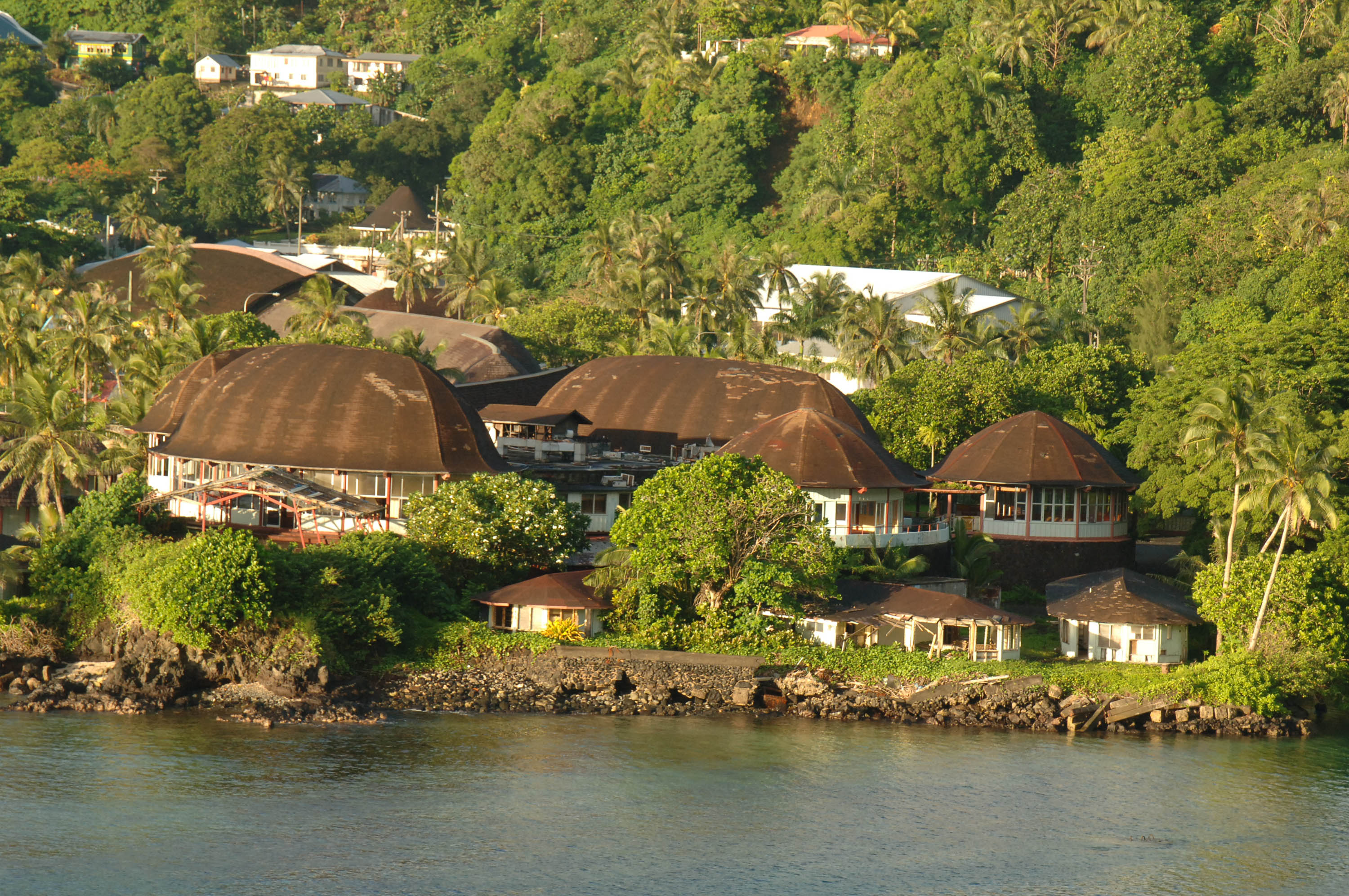
A hotel, amelybe a repülőgép csapódott

A területet a Pago Pagó-i nemzetközi repülőtér szolgálja ki  Tafuna szigetén, körülbelül 12 kilométerre délnyugatra a településtől.
1980-ig a Mt. Avala csúcsáról egy libegő is látható volt, de abban az évben április 17-én a haditengerészet egy repülőgépe a Flag Day napján egy kábelbe ütközött. A repülőgép az egyik hotel szárnyába zuhant. A villamoshálózatot javították, de nem sokkal ezután bezárt. Maradványai használhatatlanok, bár a Lonely Planet szerint tervezték az újranyitást, 2010 decemberében a kábel megsérült a Wilma trópusi ciklonban, és már nem javították ki azt.

## Fordítás
- Ez a szócikk részben vagy egészben  a   Pago Pago című angol Wikipédia-szócikk fordításán alapul.  Az eredeti cikk szerkesztőit annak laptörténete sorolja fel. Ez a jelzés csupán a megfogalmazás eredetét és a szerzői jogokat jelzi, nem szolgál a cikkben szereplő információk forrásmegjelöléseként.